# Casa al carrer Empúries, 36 (l'Escala)
La Casa al carrer Empúries, 36 és una obra de l'Escala (Alt Empordà) inclosa a l'Inventari del Patrimoni Arquitectònic de Catalunya.

## Descripció
Situada dins del nucli antic de la població de l'Escala, a l'extrem nord-oest del terme i amb la façana principal al carrer d'Empúries, tot i que també presenta façana al carrer Poca Farina i al passatge d'Empúries.

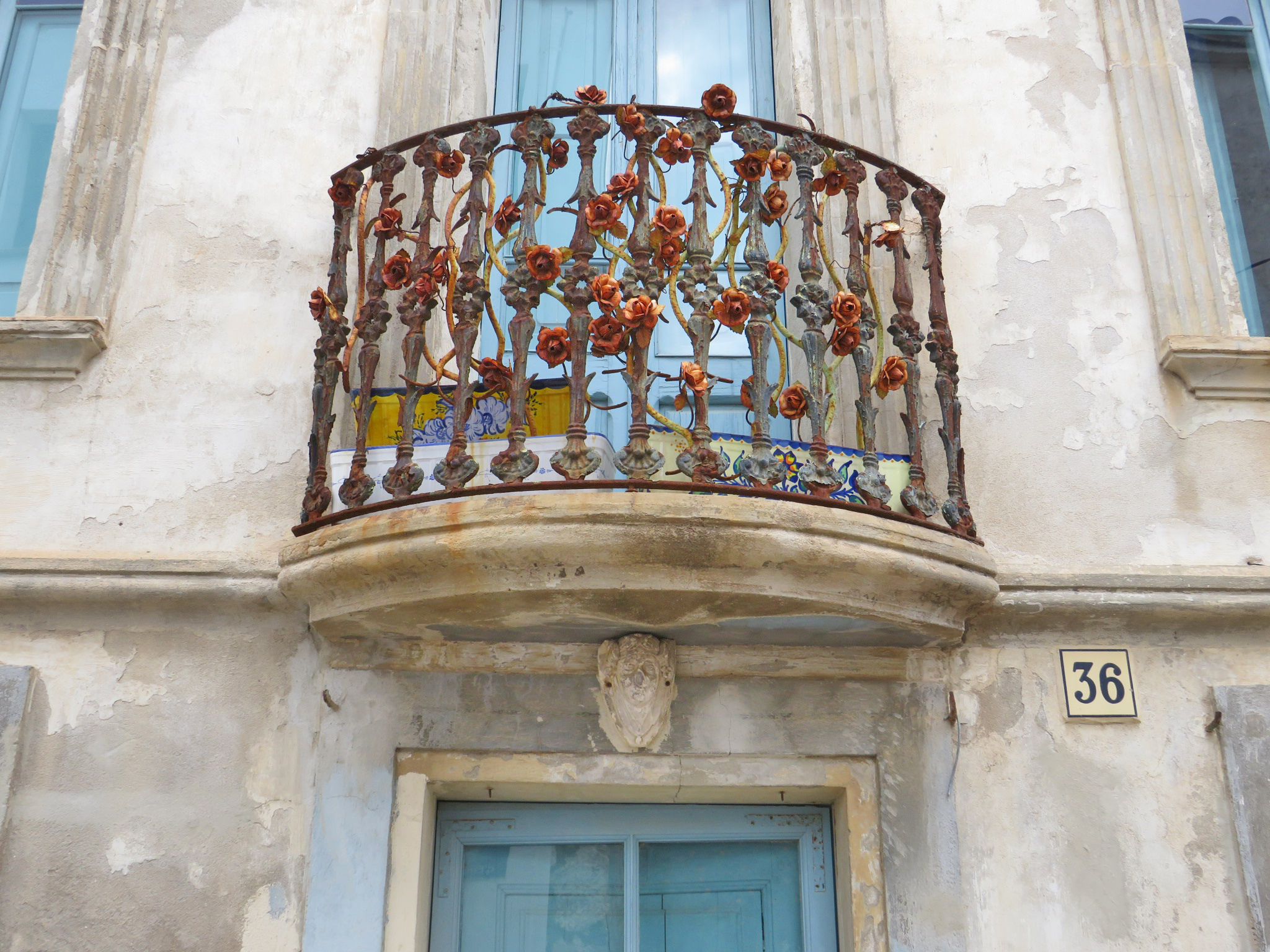
Barana del balcó

Edifici cantoner de planta rectangular format per tres crugies adossades, amb la coberta plana utilitzada com a terrassa a la part davantera i posterior de la construcció. Està distribuïda en planta baixa i pis, amb un segon a la crugia central. La façana principal presenta les obertures rectangulars. A la planta baixa hi ha el portal d'accés al centre, un portal lateral actualment tapiat i una finestra a l'altra banda. Les tres obertures tenen l'emmarcament d'obra ressaltat. El portal principal presenta un motiu decoratiu a la zona central de la llinda. Una motllura horitzontal marca la divisòria de les dues plantes. Al pis hi ha tres finestrals amb l'emmarcament acanalat, el central amb sortida a un balcó exempt, amb la llosana circular i la barana de ferro decorada. La façana està rematada per una senzilla cornisa, damunt la que s'assenta la barana de la terrassa davantera. La resta del parament es troba arrebossat i pintat. Les altres dues façanes de l'edifici han estat força transformades.